# Manuel Sanz Benito
Manuel Sanz Benito (Madrid, 1860-ibídem, 1911) fue un filósofo krausoinstitucionalista español. Fue también un destacado seguidor del espiritismo. Fue catedrático de Psicología, Lógica y Ética en el Instituto de Guadalajara y de Metafísica en las universidades de Barcelona, Valladolid y Madrid.

## Biografía
En los pocos años que estuvo en Guadalajara, Sanz Benito desarrolló una importante actividad cultural. Fue socio destacado del Ateneo Caracense, que pasó a presidir en 1891, y director de la Revista del Ateneo Escolar, la publicación que, con distintas cabeceras, difundió el espíritu y las actividades de los ateneístas alcarreños hasta la desaparición del centro, absorbido por el Ateneo Instructivo del Obrero. También concurría a la tertulia volapukista que se reunía en la rebotica de la farmacia de Francisco Fernández Iparraguirre.
Además fue el promotor de la Caridad Escolar, una sociedad benéfica fundada en 1889 en el despacho del entonces gobernador civil de la provincia de Guadalajara, Gregorio de Mijares Sobrino, por iniciativa de Sanz Benito, y cuyo objetivo era proporcionar ropa y calzado a los alumnos de las escuelas de Guadalajara que fuesen hijos de familias trabajadoras de la ciudad y que se distinguiesen por su aplicación al estudio y su conducta ejemplar.

### Espiritismo
Durante sus años en Guadalajara se convirtió en uno de los principales defensores del espiritismo en España, asistiendo a sus congresos internacionales, publicando distintos textos y colaborando estrechamente en El Criterio Espiritista y en la Revista de Estudios Psicológicos con Enrique Pastor Bedoya.
Su orientación krausista y espiritista, y su participación en algún mitin republicano, le granjeó la oposición de la Iglesia Católica y de los estudiantes carlistas de la Universidad de Barcelona, que hicieron todo lo posible por impedirle que ocupase su cátedra o por sustraerle el mayor número posible de alumnos. A su llegada a Barcelona se produjeron graves disturbios en los que los estudiantes liberales, que eran mayoría en la Universidad, salieron en apoyo de Manuel Sanz, hasta que carlistas armados ajenos al centro docente y seminaristas católicos asaltaron los edificios universitarios. Sin el apoyo de la mayoría del claustro docente y acosado por los católicos, en enero de 1894 el profesor Sanz Benito permutó su cátedra barcelonesa por la que disfrutaba en la Universidad de Valladolid el también catedrático José Daurella Rull, renunciando a una plaza de superior categoría. En 1909 obtuvo la misma cátedra de Metafísica en la Universidad Central de Madrid, ciudad en donde falleció dos años después.